# Frelichów
Frelichów (prononciation : [frɛˈlixuf]) est une localité polonaise de la gmina de Chybie, située dans le powiat de Cieszyn en voïvodie de Silésie.